# Franciskus

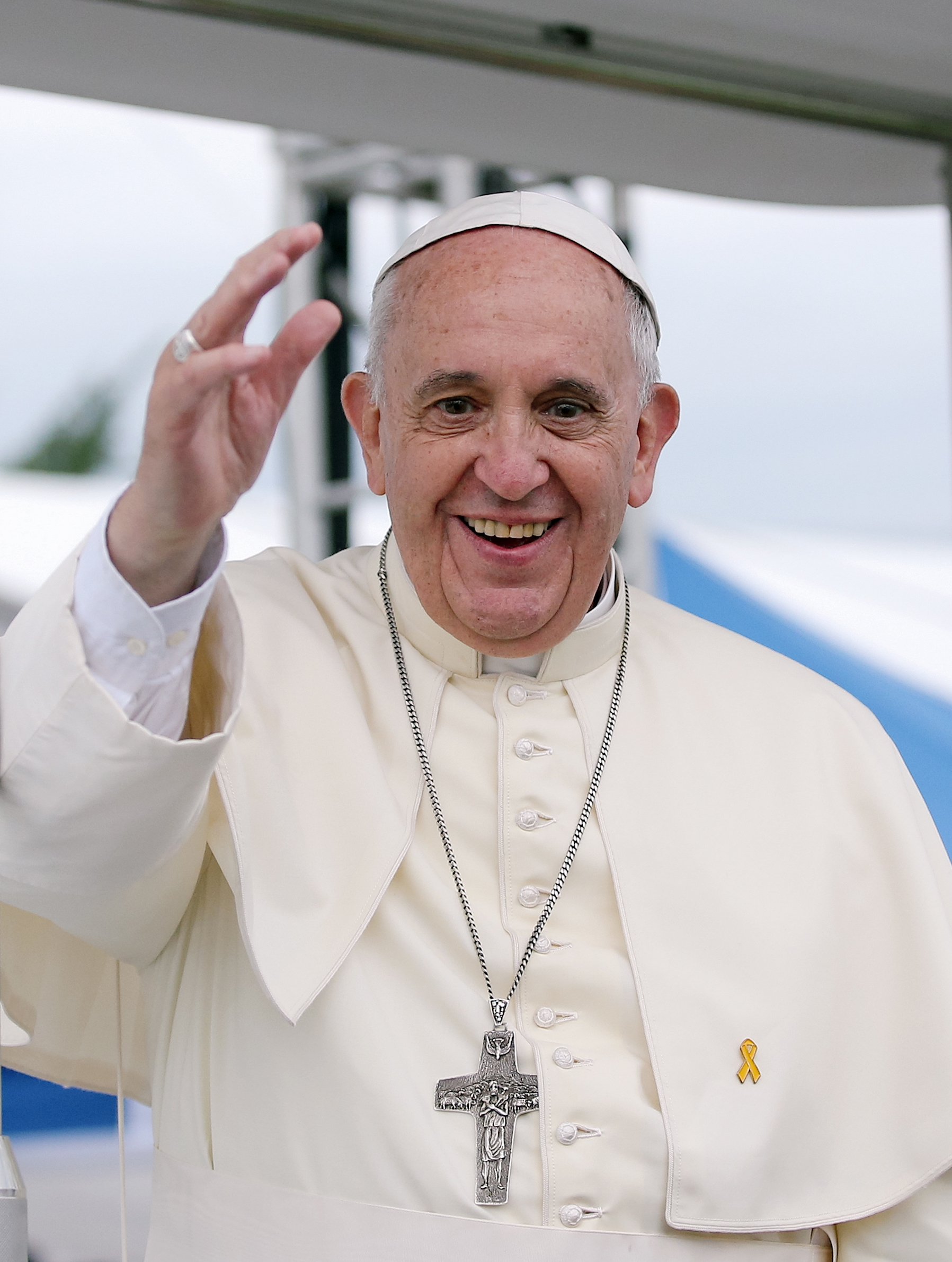
Påve Franciskus, 2014.

Franciskus eller Franciscus är ett latinskt mansnamn som ursprungligen var ett rent tillnamn med betydelsen "den franske" eller "fransman".  Namnet fanns i äldre tider i den svenska almanackan den 4 oktober till åminnelse av Franciscus av Assisi,  innan det i mitten av 1700-talet byttes till Franz. I den nuvarande svenska almanackan är det Frans och Frank som gäller för dagen. Den feminina varianten av namnet är Franciska.

## Personer med namnet Franciskus
- Franciskus (1936–2025), påve
- Franciskus av Assisi (död 1226), helgon